# 田村喜子
田村 喜子（たむら よしこ、1932年10月25日 - 2012年3月24日）は、日本のノンフィクション作家。

## 人物
京都生まれ。京都府立大学文学部卒。都新聞社報道部記者を経て文筆活動に入る。
1982年『京都インクライン物語』で第一回土木学会著作賞受賞。土木関係をテーマにしたノンフィクションを多数執筆した。
2012年3月24日午後1時40分、直腸がんのため東京都渋谷区の病院で死去。79歳没。

## 著書
- むろまち 修道社, 1971
- 京そだち 新潮社, 1975
- 海底の機 文化出版局, 1978.7
- 京都インクライン物語 新潮社, 1982.9 のち中公文庫
- 京都フランス物語 新潮社, 1984.6
- 北海道浪漫鉄道 新潮社, 1986.10
- 五条坂陶芸のまち今昔 新潮社, 1988.9
- 剛毅木訥 鉄道技師・藤井松太郎の生涯 毎日新聞社, 1990.6
- 疏水誕生 藤原みてい絵. 京都新聞社, 1990.3
- 物語分水路 信濃川に挑んだ人々 鹿島出版会, 1990.10
- 関門とんねる物語 毎日新聞社, 1992.8
- ザイールの虹・メコンの夢 国際協力の先駆者たち 鹿島出版会, 1996.12
- 浪漫列島「道の駅」めぐり 講談社, 2000.3
- 鬼かけっこ物語 竹林征三共作 野村たかあき 作画. 北上市教育委員会, 2002.3
- 土木のこころ 夢追いびとたちの系譜 山海堂, 2002.5
- 野洲川物語 サンライズ出版, 2004.8
- 小樽運河ものがたり 鹿島出版会, 2009.12
- 余部鉄橋物語 新潮社, 2010.7

## 参考
- http://bookweb.kinokuniya.co.jp/htm/4103135069.html